# Tisamenus asper
Tisamenus asper är en insektsart som beskrevs av Bolivar 1890. Tisamenus asper ingår i släktet Tisamenus och familjen Heteropterygidae. Inga underarter finns listade i Catalogue of Life.